# Rezervația de bujori a Academiei
Rezervația de bujori a Academiei este o arie protejată de interes național ce corespunde categoriei a IV-a IUCN (rezervație naturală de tip floristic) situată în județul Olt, pe teritoriul administrativ al comunei Stoicănești.

## Localizare
Aria naturală se află în partea central-estică a județului Olt, în nord-vestul Câmpiei Boianului (subdiviziune a Câmpiei Române), în exremitatea vestică a satului Stoicănești, aproape de rezervația naturală Pădurea Călugărească, lângă drumul județean (DJ653) care leagă localitatea Alimănești de satul Crăciunei.

## Descriere

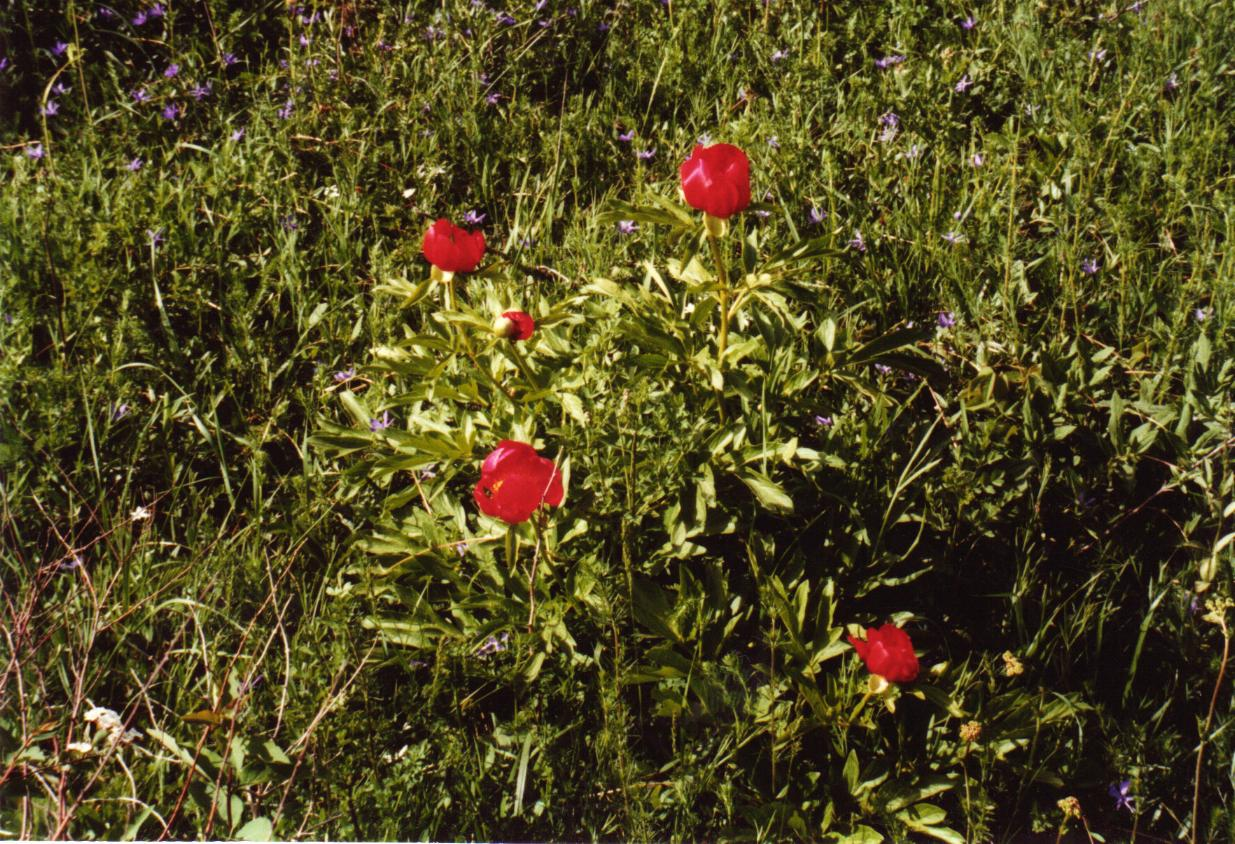
Bujor românesc (Paeonia peregrina)

Rezervația naturală cu o suprafață de 45,90 hectare a fost declarată arie protejată prin Legea Nr.5 din 6 martie 2000 (privind aprobarea Planului de amenajare a teritoriului național - Secțiunea a III-a - zone protejate) și reprezintă o zonă împădurită cu scop de protecție pentru specia de bujor românesc (Paeonia peregrina); ce adăpostește o mare varietate floristică și faunistică.

## Biodiversitate
Rezervația dispune de mai multe tipuri de habitate alcătuite din  păduri de foioase (cu specii de stejar comun, stejar pufos, stejar brumăriu în asociere cu arțar și jugastru), tufărișuri de arbusti și pajiști termofile cu influență mediteraneană; cu vegetație și faună specifică zonelor de câmpie.

### Floră

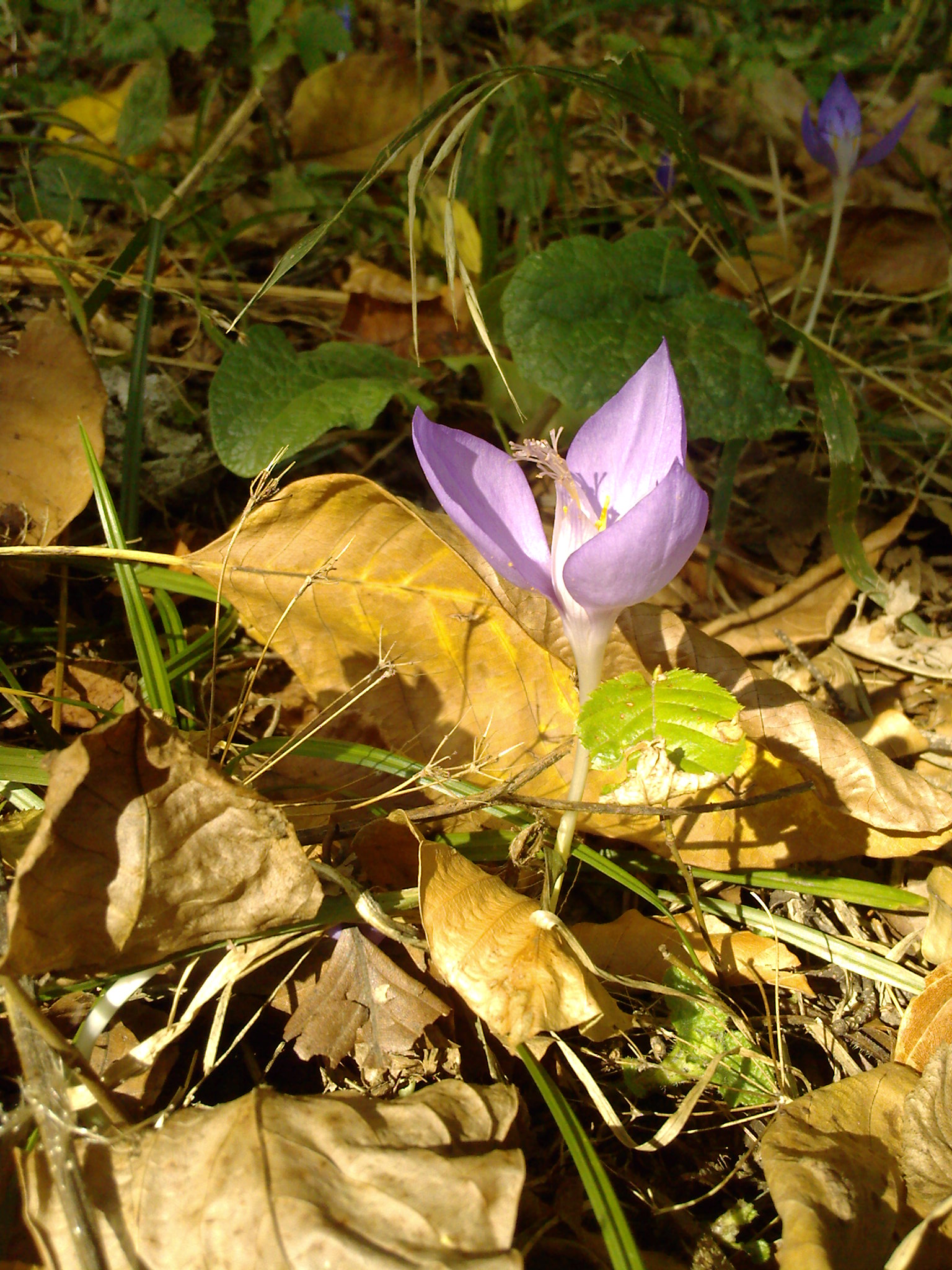
Brânduşă de toamnă (Crocus banaticus)

În arealul rezervației naturale sunt întâlnite o mare varietate de arbori și arbusti, iar la nivelul ierburilor, pe lângă  bujorul românesc vegetează o gamă diversificată de graminee și flori, dintre care unele foarte rare.
Arbori și arbusti cu specii de: stejar (Quercus robur), stejar pufos (Quercus pubescens), stejar brumăriu (Quercus pedunculiflora), gârniță (Quercus frainetto), cer (Quercus cerris), jugastru (Acer campestre), păducel (Crataegus monogyna), arțar tătăresc (Acer tataricum), lemn câinesc (ligustrum vulgare), măceș (Rosa canina) sau răsură (Rosa gallica).
La nivelul ierburilor vegetează specii floristice rare, printre care: bujorul românesc, brândușă galbenă (Crocus moesicus), brândușă de toamnă (Crocus banaticus), cinci-degete (Potentilla alba), scrântitoare (Potentilla argentea), floarea țăgăncii (Lamuim purpureum), aglică (Filipendula vulgaris), coroniște (Coronilla varia), pălăria-cucului (Geranium phaerum), plămânărică (Pulmonaria officinalis), coada-mielului (Verbascum phoeniceum), alior (Euphorbia cyparissias) sau ruțișor (Thalictrum minus).

### Faună
Lumea animalelor este reprezentată de mai multe specii de mamifere cu exemplare de: căprior (Capreolus capreolus), vulpe (Vulpes vulpes crucigera), iepure de câmp (Lepus europaeus), viezure (Meles meles), arici comun (Erinaceus europaeus), precum și de mai multe specii de șoareci de câmp.

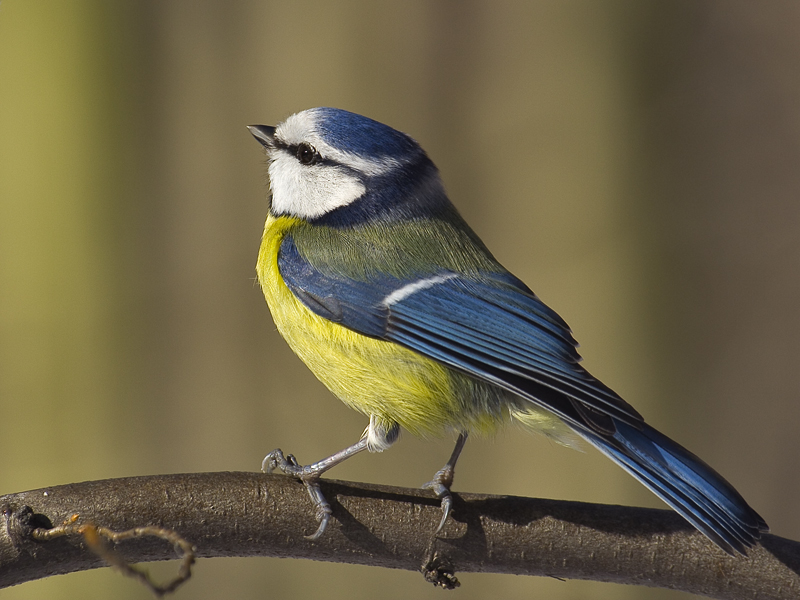
Păţigoi albastru (Parus caeruleus)

Dintre păsări, cel mai des întâlnite sunt specii de uliu porumbar (Accipiter gentilis), șorecar comun (Buteo buteo), cuc (Cuculus canorus), ciuf-de-pădure (Asio otus), pupăză (Upupa eops), mierlă (Turdus merula), pițigoi albastru (Parus caeruleus), măcăleandru (Erithacus rublecula) sau sfrâncioc roșu (Lanius collurio).

## Căi de acces
- Drumul județean (DJ653) Drăgănești-Olt - satul Stoicănești (9 km.)[8]